# District de Dongshan (Hegang)
Pour les articles homonymes, voir Dongshan.
Le district de Dongshan (东山区 ; pinyin : Dōngshān Qū) est une subdivision administrative de la province du Heilongjiang en Chine. Il est placé sous la juridiction de la ville-préfecture de Hegang.